# USS Brooklyn (ACR-3)
Pour les articles homonymes, voir USS Brooklyn.
Le deuxième USS Brooklyn (ACR-3) était un croiseur cuirassé de l'US Navy. Il fut construit sur les chantiers William Cramp and Sons de Philadelphie (États-Unis) dans les années 1890.

Prenant le nom de Brooklyn, l'un des quartiers de New York, il fut lancé le 1er décembre 1896 sous le parrainage de mademoiselle Ida May Schieren.

## Histoire

### Guerre hispano-américaine
Le voyage inaugural de l'USS Brooklyn se fit vers la Grande-Bretagne avec des représentants des États-Unis pour le Jubilé de diamant de la Reine Victoria. En juillet 1897, le croiseur retourne sur la côte Est des États-Unis puis croise dans les Antilles avant de devenir navire amiral de l'Escadron volant du Commodore Winfield Scott Schley le 28 mars 1898.
Au cours de la guerre hispano-américaine, l'Escadron volant arrive à Cienfuegos de Cuba, le 21 mai et établit le blocus de ce port. Puis le 26 mai, arrive à Santiago de Cuba, où la flotte espagnole se tenait derrière la protection des forts. L'USS Brooklyn fut navire clé lors de la bataille de Santiago de Cuba le 3 juillet, où la flotte espagnole a été détruite. Frappé 20 fois par des tirs, il ne subit que la perte d'un seul homme blessé (matelot J. Bevins) et d'un homme tué (Chief Yeoman George H. Ellis).
L'USS Brooklyn rejoint Tompkinsville, à New York, le 20 août. Après réparation Il participe aux célébrations de la Victoire de la guerre américano-espagnole à New York le 5 octobre 1898, puis à la Célébration George Dewey à New York en septembre 1899. 

Il quitte Hampton Roads le 16 octobre et  navigue vers les Philippines via du canal de Suez et arrive à Manille, le 16 décembre.  Il devient le navire amiral de l'Escadre d'Asie et participe à l'expédition de secours en Chine du 8 juillet au 11 octobre 1900. Puis il croise dans les Indes orientales néerlandaises, en Australie et en Nouvelle-Zélande du 10 avril au 7 août 1901. Ses dernières escales ont été Melbourne, Auckland, Wellington et Sydney.
Il est resté dans l'Escadre d'Asie jusqu'au 1er mars 1902,  puis a appareillé  pour les États-Unis via le canal de Suez, arrivant au chantier naval de New York le 1er mai.

### L'après guerre hispano-américaine
Le 20 mai 1902, l'USS Brooklyn part à La Havane, à Cuba pour les cérémonies de transfert de l'autorité de l'Administration américaine au gouvernement cubain. Au cours de juin et juillet, il participe aux obsèques de Lord Pauncefote ambassadeur britannique aux États-Unis.  

Au cours des quatre années suivantes, il est de la Flotte de l'Atlantique Nord et de l'Escadre d'Europe ; il revient à New York le 26 mai 1905. Le 7 juin, en tant que navire amiral du contre-amiral Charles Dwight Sigsbee, il appareille pour Cherbourg, France, où il récupère les restes du défunt John Paul Jones (1747-1792), héros de Guerre d'indépendance des États-Unis pour les ramener en Amérique.  À son arrivée à Annapolis, ils sont transférés dans un caveau de l'Académie navale des États-Unis pour des cérémonies appropriées le 23 juillet.
Après un service de milice navale du 3 août au 23 août 1905 et une tournée en Méditerranée du 28 décembre 1905 au 8 mai 1906, l'USS Brooklyn rentre  en réserve le 16 mai 1906 au chantier naval de Philadelphie. À part une rapide mission du 30 juin au 2 août 1906 à La Havane, Cuba, il est resté en réserve jusqu'au printemps 1907. Du 12 avril au 4 décembre 1907, il est dans le cadre de permanente à l'Exposition de Jamestown, en Virginie. Dès son retour à Philadelphie le 21 décembre il reste en réserve une longue période.
Le 2 mars 1914, il est réaffecté à la Flotte de l'Atlantique de réserve et sert de navire de réception à Charlestown Navy Yard à partir du 24 juillet 1914 jusqu'au 13 mars 1916. Puis il se rend en stationnement en Asie pour servir de navire amiral au commandant en chef de l'Escadre d'Asie. Il y effectue des tâches militaires et diplomatiques en Chine, au Japon et en Russie jusqu'en septembre 1919. Il devient alors navire amiral de la 1re Division de la Flotte d'Asie.

En janvier 1920, il est affecté à la Flotte du Pacifique en tant que navire amiral du commandement de l'escadre de destroyers jusqu'au 15 janvier 1921. L'USS Brooklyn est mis hors service à Mare Island Naval Shipyard en Baie de San Francisco le 9 mars et  est vendu le 20 décembre 1921.

## Galerie

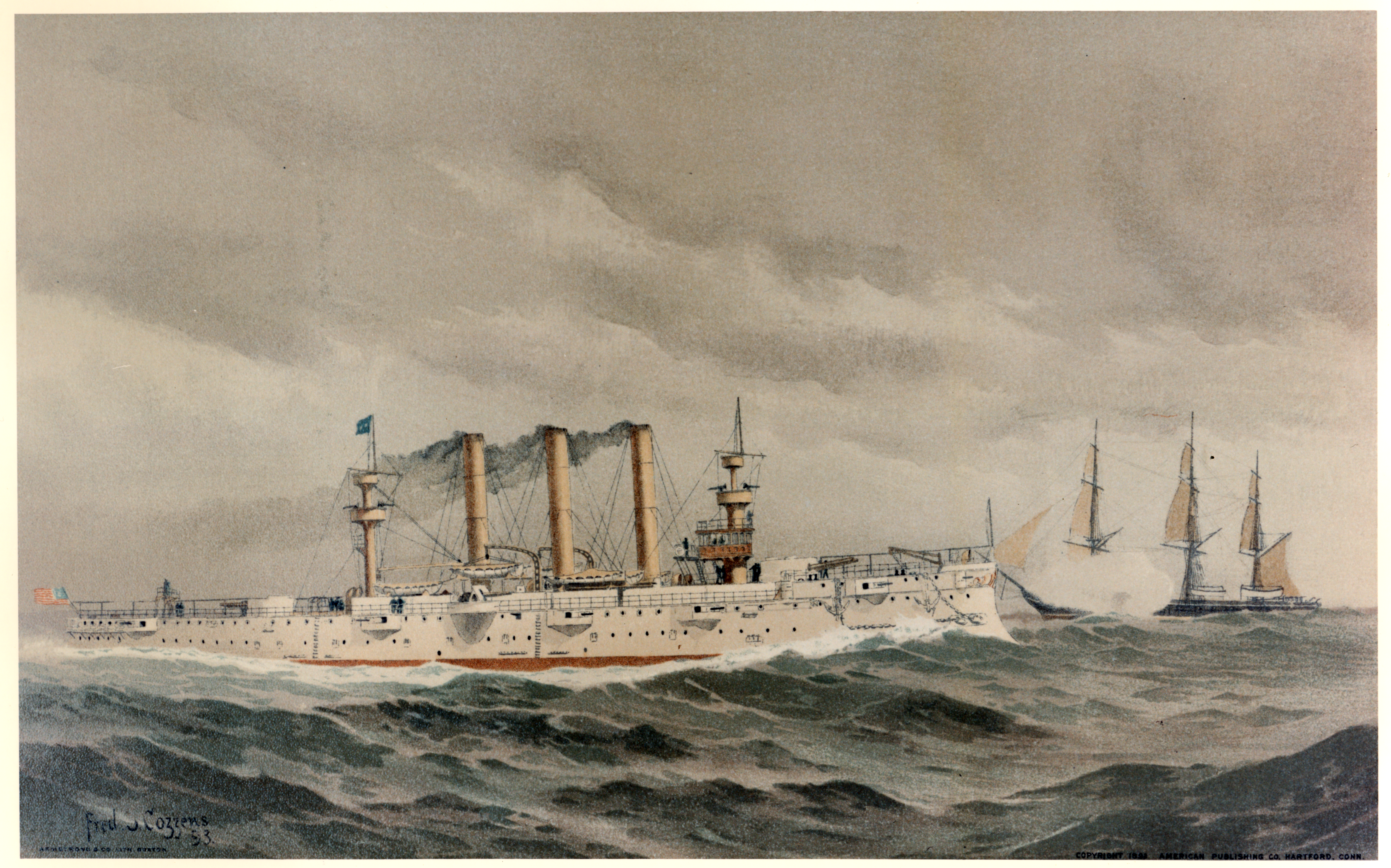
USS Brooklyn, lithographie de Fred S. Cozzens publié dans le magazine Our Navy: Its Growth and Achievements en 1897.